# Uva

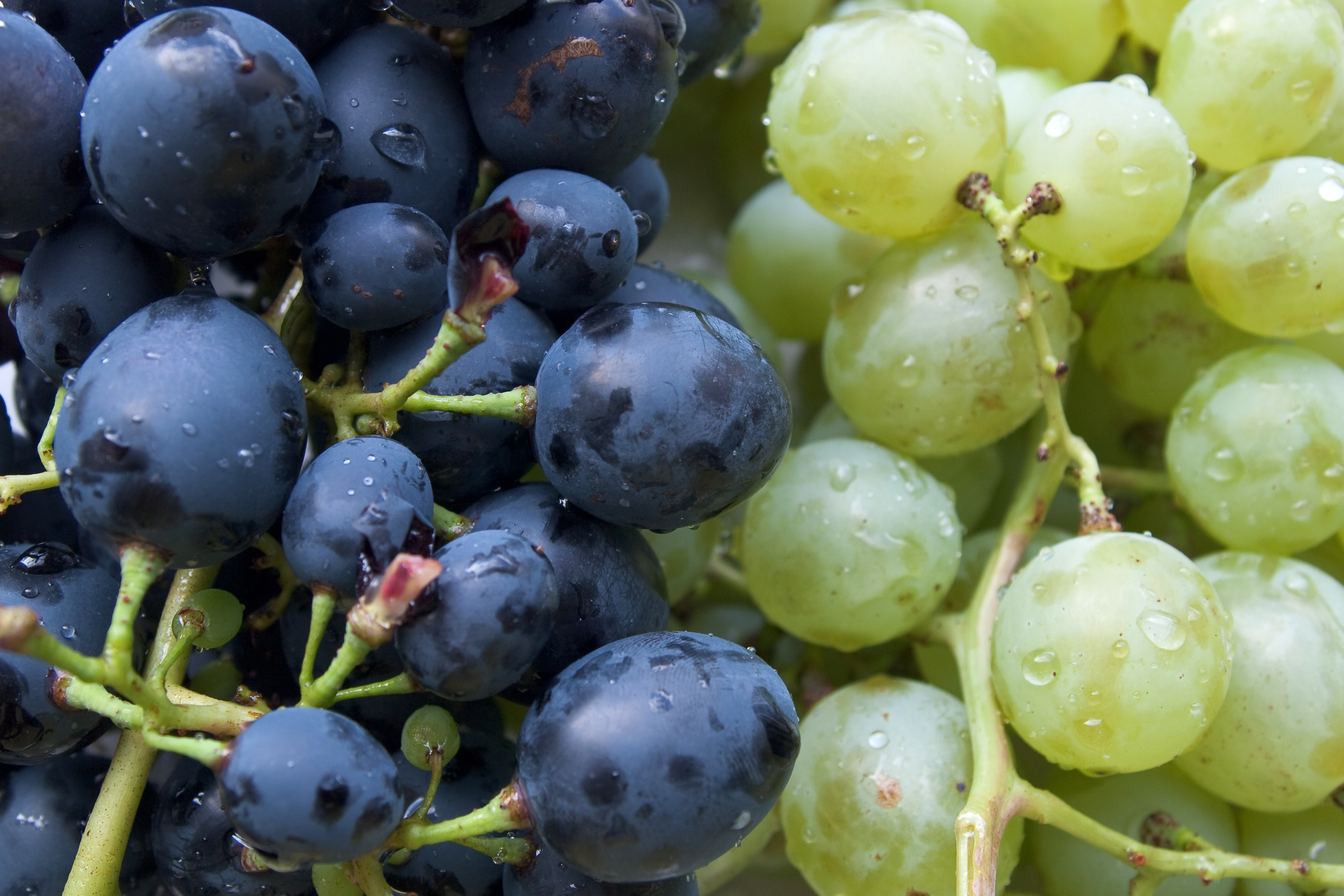
Uva

L'uva è il frutto della vite (Vitis vinifera) e di altre specie o ibridi del genere Vitis.

## Botanica

Schema della struttura di un grappolo d'uva

Il grappolo d'uva è un'infruttescenza, cioè un raggruppamento di frutti, che nel suo insieme prende il nome di grappolo. 
Il grappolo è composto da un raspo (molto raramente indicato come graspo), e da numerosi acini (detti anche chicchi, si tratta di bacche), di piccola taglia e di colore chiaro (verde-giallastro, giallo, giallo dorato) nel caso dell'uva bianca, o di colore scuro (rosa, viola o violetto bluastro) nel caso dell'uva nera. 
Il raspo, o rachide, è l'asse centrale del grappolo, ramificato in racimoli e quindi in pedicelli, che portano i fiori ed in seguito i frutti, gli acini.
In generale gli acini sono pigmentati solo nell'ipoderma (lo strato di cellule dell'epicarpo intermedio tra l'epidermide ed il mesoderma), mentre gli altri tessuti non accumulano pigmenti o lo fanno in maniera molto ridotta. Fanno eccezione alcune varietà di Vitis vinifera sp.sativa che accumulano pigmenti anche nel mesocarpo, sono le varietà tintorie (in francese teinturiers), ad esempio il Gamay di Borgogna. Talvolta si confondono le varietà molto colorate con le varietà tintorie; la differenza risiede nella morfologia dell'acino, che nelle varietà molto colorate (ad esempio l'Ancellotta dell'Emilia) presenta un'ipoderma molto spesso (anche 20 strati cellulari), mentre nelle varietà tintorie al di là dell'ipoderma anche la polpa è pigmentata e non traslucida.
All'interno degli acini sono portati i vinaccioli, semi piriformici, in numero massimo di 4 ma più sovente di 1 o 2. Non mancano uve prive di semi (apirene), particolarmente apprezzate dai consumatori per il consumo fresco, ma utilizzate anche per la produzione di uva sultanina essiccata (la presenza di semi che potrebbero germinare è da evitare, in questo ambito è molto utilizzata la varietà Sultana).

## Utilizzo
L'uva viene utilizzata soprattutto per la produzione del vino, e si parla in questo caso di uva da vino, ma anche per il consumo alimentare come frutta, sia fresca (uva da tavola), sia secca (uva passa, utilizzata in cucina e nella preparazione dei dolci); infine dall'uva si estrae il succo d'uva (bevanda non alcolica) e dai semi si estrae l'olio di vinaccioli.
Le due specie di vite più importanti per la produzione di uva sono:
- la Vitis vinifera, originaria dell'Europa e dell'Asia occidentale, dalla quale derivano tutti i vitigni destinati alla produzione di uva da vino e di uva da tavola
- la Vitis labrusca, di importanza molto ridotta, originaria dell'America del nord, destinata marginalmente alla produzione di uva da tavola.

Le specie di vite americane  e i loro ibridi, essendo immuni dalla fillossera per quanto riguarda la parte radicale (infatti essa colpisce la parte aerea della vite americana e la parte radicale dalla Vitis vinifera), sono utilizzate sia come porta-innesto per la vite europea, sia come incrocio con alcune varietà della Vitis vinifera a produrre ibridi.
L'Italia è stata per molto tempo la prima produttrice al mondo di uva per il consumo fresco, con una viticoltura specializzata concentrata per lo più nelle regioni meridionali (Sicilia e Puglia).
Tra le principali varietà di uva da tavola: Italia, Vittoria, Regina, per le uve bianche; Moscato d'Amburgo, Red Globe e Rosada per le uve rosse. Oggi il principale produttore di uva da tavola è la Cina (prevalentemente varietà Kyoho), ma per la produzione di uva da vino sono ancora Italia, Spagna e Francia i leader. Gli USA si caratterizzano anche per una sostenuta quota destinata alla trasformazione in succhi, mentre la Turchia è leader nella produzione di uve essiccate.

## Proprietà di uva e derivati

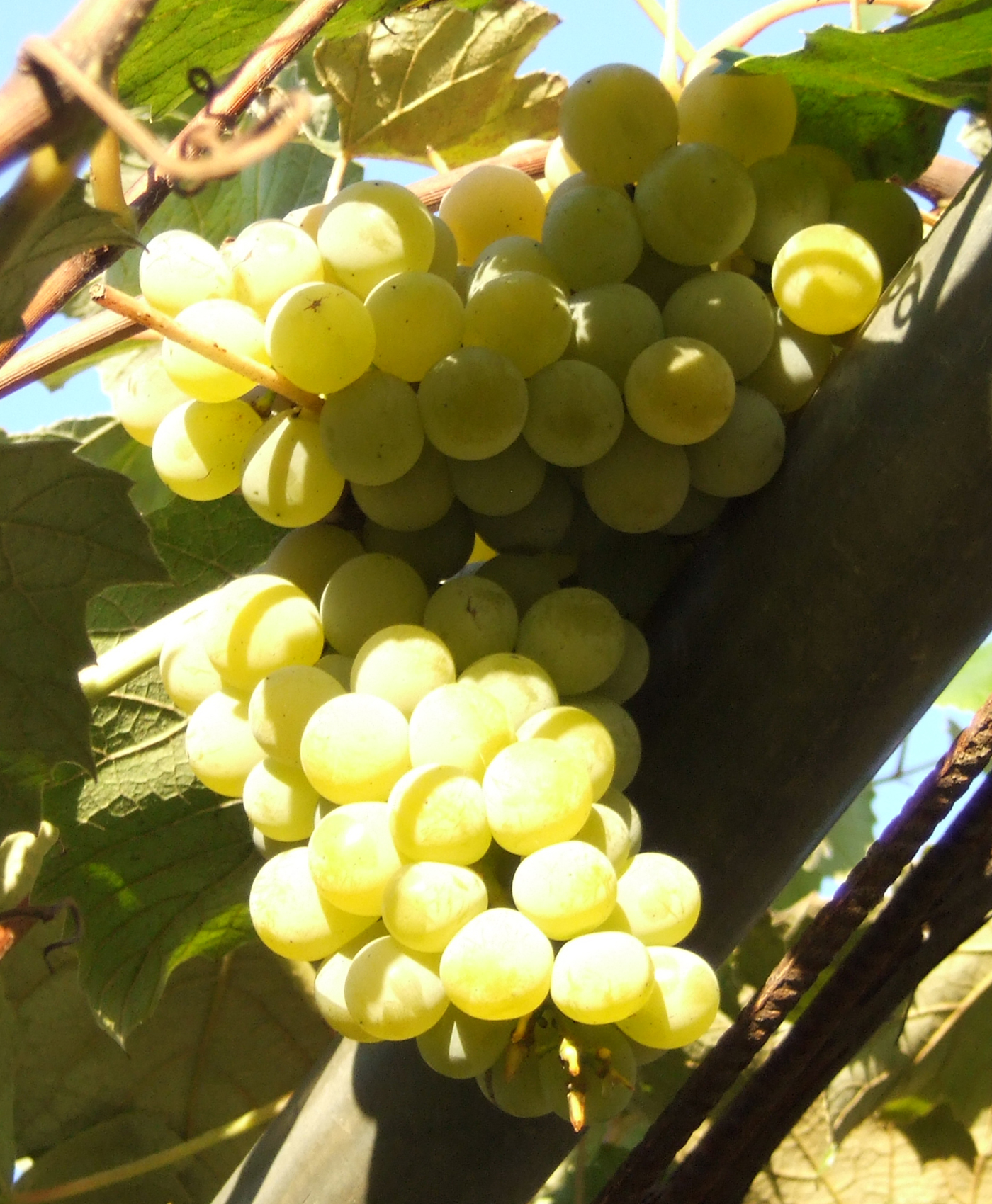
Grappoli d'uva bianca

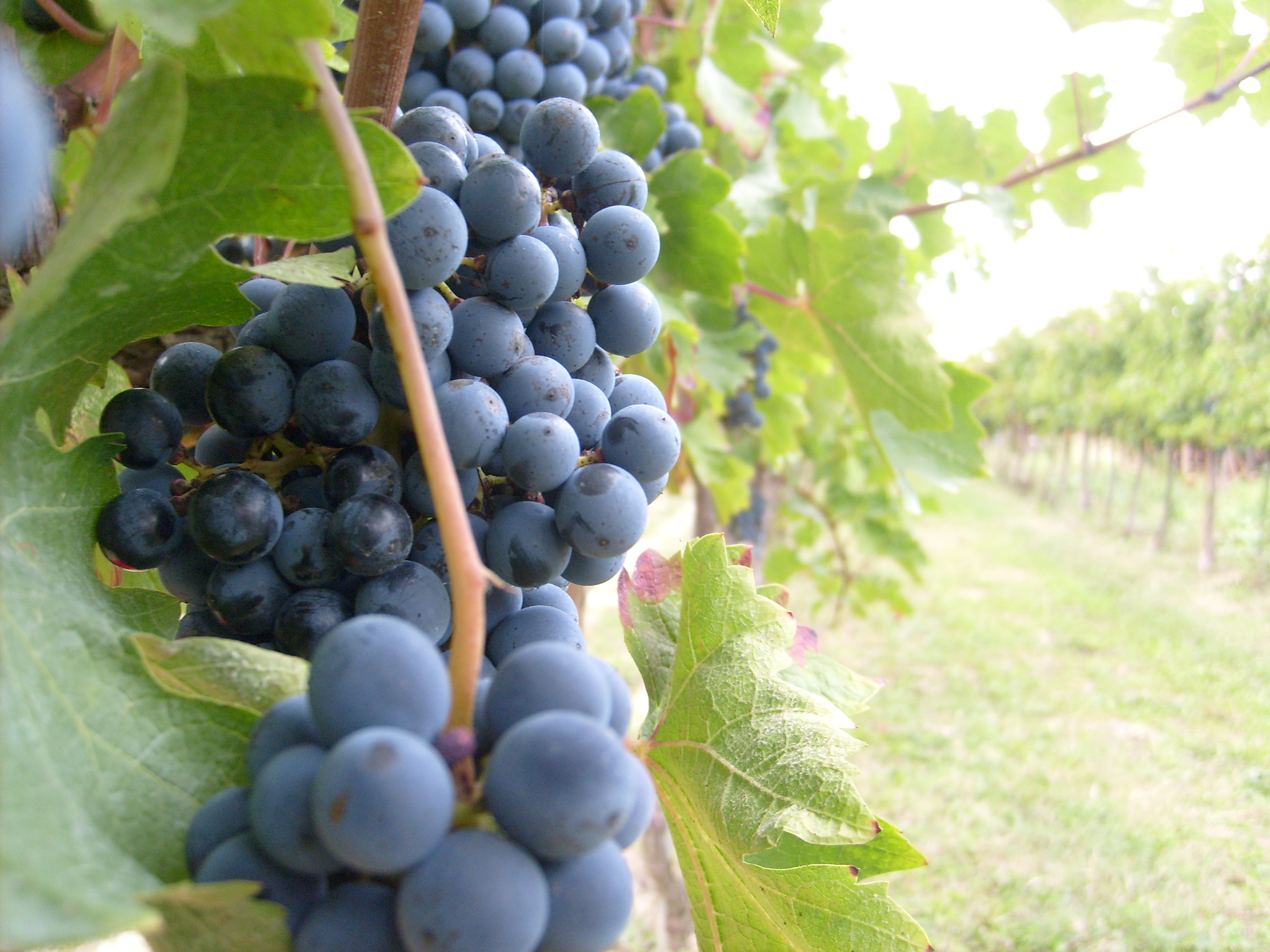
Grappoli d'uva rossa

Le ricerche scientifiche hanno evidenziato che l'assunzione di vino rosso in moderata quantità comporta una migliore stabilità del plasma, una diminuita aggregazione piastrinica, un calo dell'LDL (lipoproteine a bassa densità) e un corrispondente aumento dell'HDL (lipoproteine ad alta densità), grazie alla presenza di sostanze appartenenti ai polifenoli comprendenti i flavonoidi, che attuano una efficace protezione contro il fenomeno dell'ossidazione.
La capacità dei polifenoli di inibire l'ossidazione delle LDL è in funzione del loro contenuto di catechina, acido gallico, miricetina, quercitina, acido caffeico. Queste proprietà, dimostrate per la verità principalmente in vitro, vengono spesso utilizzate per dare supporto scientifico al cosiddetto paradosso francese, ovvero il fenomeno per il quale in Francia, nonostante il consumo relativamente alto di alimenti ricchi di acidi grassi saturi, la mortalità per malattie cardiovascolari è relativamente bassa.
Secondo la ricerca, mangiare uva può aumentare la protezione naturale della nostra pelle dai raggi ultravioletti del 74,8%.

## Produzione
| I 15 maggiori produttori di uva nel 2018 | I 15 maggiori produttori di uva nel 2018 |
| Paese                                    | Produzione (tonnellate)                  |
| ---------------------------------------- | ---------------------------------------- |
| Cina                                     | 13 397 012                               |
| Italia                                   | 8 513 643                                |
| Stati Uniti                              | 6 890 970                                |
| Spagna                                   | 6 673 481                                |
| Francia                                  | 6 198 323                                |
| Turchia                                  | 3 933 000                                |
| India                                    | 2 920 000                                |
| Argentina                                | 2 573 311                                |
| Cile                                     | 2 500 000                                |
| Iran                                     | 2 032 031                                |
| Sudafrica                                | 1 901 736                                |
| Egitto                                   | 1 759 472                                |
| Australia                                | 1 663 557                                |
| Brasile                                  | 1 591 986                                |
| Uzbekistan                               | 1 589 784                                |
| Mondo                                    | 79 125 983                               |